# تاترو
تاترو (به لاتین: Tătaru) یک سکونتگاه مسکونی در رومانی است که در شهرستان پراهووا واقع شده‌است.

## خصوصیات
تاترو ۱٬۲۷۶ نفر جمعیت دارد.